# Full Metal Yakuza
Full Metal Yakuza (en japonés: FULL METAL 極道, Full Metal gokudō?) es una película japonesa de acción tokusatsu de 1997 dirigida por Takashi Miike. Fue escrita por Itaru Era y basada en una historia de Hiroki Yamaguchi.
Estrenada directamente para el mercado del vídeo doméstico japonés, más conocido como V-Cinema, la película fue ganando cada vez más popularidad debido a la reputación de su controvertido director. Full Metal Yakuza es el primer guion de Itaru Era, con el que Takashi Miike se topó por casualidad, mientras esperaba con un productor. Este fue el inicio de una larga colaboración, ya que posteriormente, prácticamente todos sus guiones fueron dirigidos por el cineasta: Andromedia, The Guys from Paradise y Visitor Q, entre otros.

## Argumento
El jefe de la Yakuza, Tosa (Takeshi Caesar), abandona a su novia Yukari para matar a un rival llamado Masashirenbo, pero no logra terminar el trabajo y es enviado a prisión durante siete años. Tras su liberación, lo está esperando Kensuke Hagane (Tsuya Ujiki), un chico tímido y torpe al que le gustaría convertirse en yakuza y que a su vez idolatra a Tosa. Los dos inesperadamente caen en una trampa y son asesinados. Un científico loco llamado Genpaku Hiraga, compra los cadáveres de los dos en el mercado negro y reconstruye el cuerpo de Hagane en el laboratorio, reemplazando gran parte de su cuerpo con piezas de cyborg, así como el corazón y otras partes del fallecido Tosa.

## Reparto
| Actor           | Papel          |
| --------------- | -------------- |
| Tsuyoshi Ujiki  | Kensuke Hagane |
| Tomorô Taguchi  | Genpaku Hiraga |
| Shoko Nakahara  | Yukari         |
| Ren Ogugi       | Nakame         |
| Caesar Takeshi  | Tosa           |
| Kazuki Kitamura | Matsuba        |
| Yuichi Minato   |                |
| Momoko Nishida  | Naomi          |
| Koji Tsukamoto  | Junji          |
| Manzo Shinra    |                |

## Lanzamiento
Full Metal Yakuza fue lanzada directamente a vídeo (VHS), para el mercado del V-Cinema, el 5 de diciembre de 1997 en Japón, editado y distribuido por Tokuma Japan Communications.En DVD se publicó en 2004, por KSS y Tokuma Japan Communications, aunque ha tenido otras ediciones distintas en Japón. Fue lanzada fuera de Japón en 2004 por Artsmagic con contenidos adicionales,entre los que se encuentran: 
- Comentarios de audio del biógrafo de Miike, Tom Mes.
- Entrevista con Takashi Miike (33 min.)
- Entrevista con el editor Yasushi Shimamura (14 min.)
- Entrevista con Tsuyoshi Ujiki (24 min.)

## Recepción
En una reseña de Nightmares Boulevard, se comento: «El Sr. Takashi, quien demostró en este trabajo preliminar su creatividad, imaginación, y sobre todo, conceptos bizarros artísticos que pocos cineastas poseen en la actualidad.
Verán, esta película fue lanzada como un "Direct To Video" (V-Cinema) debido a su ultra bajo presupuesto y por tener la letra "B" tatuada en la frente, coqueteando con la delgada línea de una película de explotación y un video nasty posmoderno. 
Por lo tanto, es muy grande el mérito del cineasta al poder exprimir hasta el último centavo y añadir mucha pasión y corazón a su proyecto. Un corazón tan grande como el de Tosa».
En una reseña de EigaNove Altervista, Joaquín da Silva, comento: «Si bien la premisa de Full Metal Yakuza ofrece no pocas comparaciones con Robocop, el nuevo look de Ken también guarda cierta semejanza con el del más cutre héroe japonés Kamen Rider. Otro buen ejemplo de la influencia de este héroe autóctono en el cine de Miike se puede apreciar en Zebraman. En definitiva, un trabajo menor en la filmografía del director para el aficionado al cine japonés en general, más interesante quizás para aquel interesado en encontrar ciertas conexiones temáticas o buscar una cierta progresión en el estilo de la obra del director o simplemente interesado en las convenciones del género de yakuzas».
Rouven Linnarz en una reseña para Asian Movie Pulse, escribió: «Full Metal Yakuza es, en la superficie, una película de yakuza violenta y bastante explotadora mezclada con ciencia ficción. Por otro lado, es una prueba más de la creatividad de Miike como director en términos de narración, caracterización y aspectos tecnológicos del medio. Muchas de estas características se desarrollarían aún más con películas como “Ichi-The Killer”, “Visitor Q” y “Audition” siendo ejercicios superiores en muchos de los aspectos que Miike ya usa aquí. Claro, algunos de los pensamientos e ideas que Miike usó en la película no se desarrollan como deberían, pero al final tiene la valentía de aferrarse a ellos, dejar que sucedan para penetrar en el cerebro del espectador y atacarlo si fuese necesario».